# Sangalopsis splendens
Sangalopsis splendens là một loài bướm đêm trong họ Geometridae.